# Citharoides orbitalis
Citharoides orbitalis är en fiskart som beskrevs av Kazuo Hoshino 2000. Citharoides orbitalis ingår i släktet Citharoides och familjen Citharidae. Inga underarter finns listade i Catalogue of Life.